# ギブソン・EDS-1275
ギブソン EDS-1275は1958年よりギブソンから発売された、6弦と12弦のダブルネック・タイプのエレクトリックギターである。

## 概要

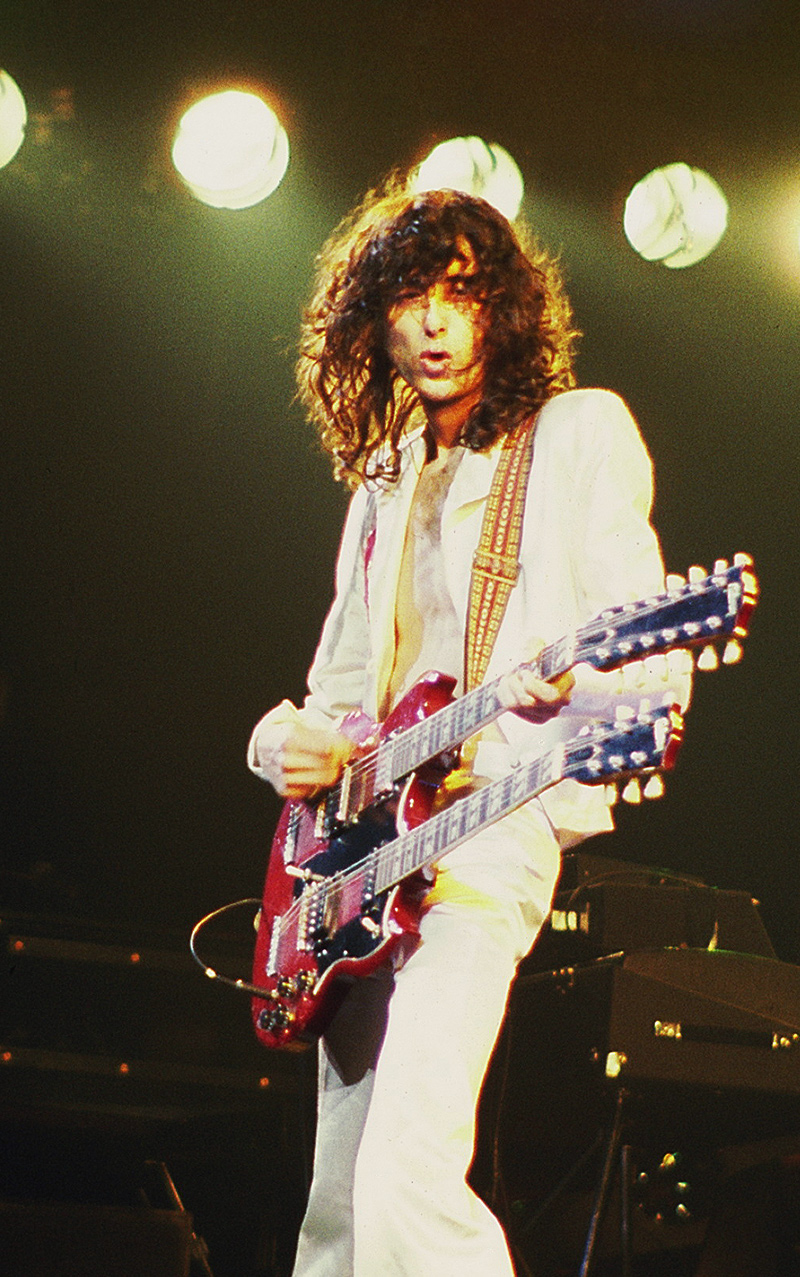
ジミー・ペイジ

元々は1958年頃からごく少数が特注で製作された、同社のフルアコースティックタイプのエレクトリックギターES-175のダブルネックカスタムモデル「EDS-1275」をルーツとする（fホールこそ無いがスプルース材をトップに使ったレスポール程の厚さのホロウボディである）。これは、世界初の12弦ネックを持ったエレクトリックギターでもある。その後、1961年にギブソン・レスポールがSGへとモデルチェンジしたことを受け、翌1962年より現在まで続くSGに似たボディデザイン処理に変更され、マホガニー材のソリッドボディギターとして、受注生産されることになる。ES-175と同じ、平行四辺形のインレイが付いたローズウッド指板、20フレットの仕様になっている。SGとはボディの形状バランスやネックとの接続位置、ピックアップの位置、そもそもの出自など、似て非なるギターであるが、現在のGIBSONのサイトではSGの並びに分類されている。
12弦ギターには「美しいコード音を出すことができるが、ソロプレイには向かないためステージで使用しづらい」という弱点があったが、EDS-1275は1つのギターに12弦と6弦のネックを一緒にくっつけてしまうことによってこれを解決した変形ギターである。また、スイッチ操作一つで6弦と12弦を切り替えられ、6弦、12弦でチューニングを変えることで、多彩なサウンドを得るといった使用法も可能。
ソリッドボディのEDS-1275には、2種類のボディ仕様があり、ボデイのカッタウェイ部分が、ドン・フェルダーが使用したモデルは切りっぱなしのシンプルな構成であるのに対し、ジミー・ペイジやジョン・マクラフリンが使用しているタイプはボディ上面とカッタウェイ断面のエッジが約5mm程度の深さでSGの様にベベルド・コンター処理されている。このエッジ処理によって幾分ハイポジションでの演奏性が高いといえる。
12弦側のヘッドに関してはペグの配置間隔が違うことにより長いタイプと短いタイプのものが存在する。ジミー・ペイジやジョン・マクラフリンが使用しているのが長いタイプで、ドン・フェルダーのモデル（70年代に使用していた個体）が短いタイプにあたり、又、長いタイプの中でもナットからペグまでの距離が6弦側ヘッドと同じものと、6弦側ヘッドより短いものがあり、設計はバラついている。

## 類似のダブルネックモデル
4弦ベースと6弦ギターネックのモデルは、EBS-1250と呼ばれていた。ファズトーンが内蔵されており、1962年から1968年、1977年から1978年にかけて生産された（エルヴィス・プレスリーが1963年製の6弦ベースタイプを使用）。8弦4コースマンドリンと6弦ギターネックのEMS-1235、カントリー・ミュージック等で使用される6弦オクターブ（12フレットからのスケールの超ショート・スケール）ギターと6弦ギターのEMS-1235も少量存在した。EDS-1275、EBS-1250、EMS-1235はそれぞれホロウボディデザインとソリッドボディデザインの時代があり、EMS-1235はカッタウエィの形状が丸い処理のスーパー400に似た様な全く違うものも含め同じ品番を名乗っているので注意が必要である。

## 主な使用者
- アール・フッカー

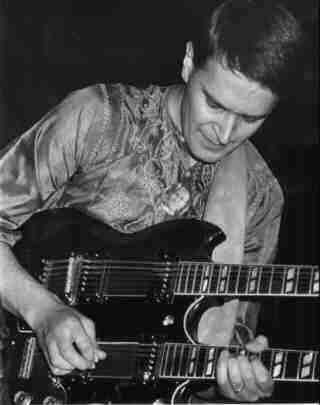
John McLaughlin in 1973.

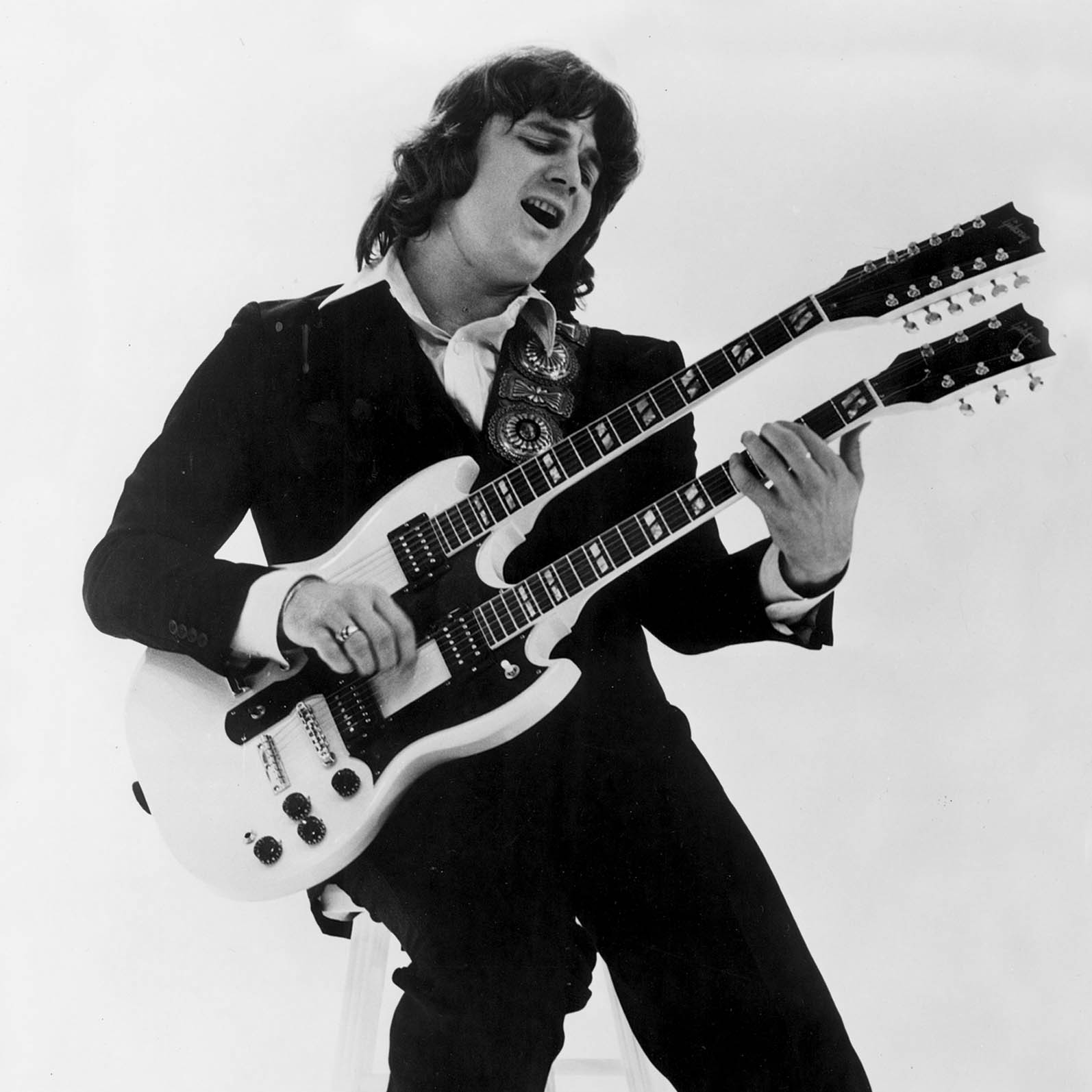
Steve Miller c. 1977

- ジミー・ペイジ（レッド・ツェッペリン）ライブで「天国への階段」、「永遠の詩」などで使用。チェリーレッド。
- ジョン・マクラフリン（マハヴィシュヌ・オーケストラ、マイルス・デイビス）
- スティーブ・ミラー (スティーヴ・ミラー・バンド)1970年代に、おなじみのフェンダーストラトキャスターと一緒にEDS-1275を演奏した。
- アレックス・ライフソン（ラッシュ）
- ドン・フェルダー（イーグルス）

当時ギブソンレスポールを主に使用していた、ドンフェルダーは、「ホテル・カリフォルニア」のライブパフォーマンスで白いEDS-1275を使用した。12弦のネックの7フレットにカポタストを付け、イントロや詩の演奏に使用される。フェルダーはコーラスとジョー・ウォルシュとのエンディングギターデュエットでは6弦ネックに切り替えた。6弦をメインのアンプ、12弦をレスリー・スピーカーにつないで出力する為にリアピックアップ用のトーンコントロールポット箇所が出力ジャックに交換された仕様になっている。ペグはクルーソンのメタルノブ。
ギブソンカスタムは、ドンフェルダー「ホテルカリフォルニア」EDS-1275リミテッドエディションを2010年に発売した。
- ジョー・ウォルシュ（イーグルス）6弦側のネック付け根下側を大きく切り欠いたカスタムボディを使用。タバコサンバースト色。
- ザック・ワイルド（オズボーン・バンドなど）
- スラッシュ (ミュージシャン)（ガンズ・アンド・ローゼス、ヴェルヴェット・リヴォルヴァー）
- ピート・タウンゼント（ザ・フー）
- マイク・マクレディ（パール・ジャム）
- スティーヴ・ハウ（イエスなど）
- チャド・スチュアート（チャド&ジェレミー）
- ジミー桜井（MR. JIMMY Led Zeppelin Revival、Jason Bonham's Led Zeppelin Evening）
- 三輪テツヤ（スピッツ）
- 和嶋慎治（人間椅子）
- 高見沢俊彦（THE ALFEE）
- 山内総一郎 (フジファブリック)
- 浮雲(東京事変)
- 菊地英昭(THE YELLOW MONKEY)「RAINBOW MAN」「創生児」で使用。以前はサンバーストを使用していたが、2016年のTHE YELLOW MONKEY復活以降はエボニーブラックを使用。